# Tấn công lựa chọn thích nghi bản mã
Năm 1998, Daniel Bleichenbacher mô tả dạng tấn công lựa chọn thích nghi bản mã (adaptive chosen ciphertext attack) đầu tiên có thể thực hiện trên thực tế đối với một văn bản mã hóa bằng RSA. Văn bản này được mã hóa dựa trên tiêu chuẩn PKCS #1 v1, một tiêu chuẩn chuyển đổi bản rõ có khả năng kiểm tra tính hợp lệ của văn bản sau khi giải mã. 
Do những khiếm khuyết của PKCS #1, Bleichenbacher có thể thực hiện một tấn công lên bản RSA dùng cho giao thức SSL (tìm được khóa phiên). Do phát hiện này, các mô hình chuyển đổi an toàn hơn như chuyển đổi mã hóa bất đối xứng tối ưu (Optimal Asymmetric Encryption Padding) được khuyến cáo sử dụng. Đồng thời phòng nghiên cứu của RSA cũng đưa ra phiên bản mới của PKCS #1 có khả năng chống lại dạng tấn công nói trên.
Các kẻ tấn công chọn các bản bản mã và lấy được các bản rõ được giải mã ngược lại.
Biện pháp đối phó: Thêm ngẫu nhiên vào bản rõ trước khi mã hóa hay thay đổi bản rõ trước khi mã hóa dùng OASP (Optimal Asymmetric Encryption Padding)